# Miss Judea
Miss Judea – żydowski konkurs piękności zorganizowany w Polsce w 1929 roku. Odbył się wkrótce po zrealizowaniu pierwszej edycji konkursu Miss Polonia. Był inicjatywą środowisk związanych z polskojęzycznym czasopismem „Nasz Przegląd”. Zwyciężczynią pierwszej i jedynej edycji została Zofia Ołdak, jednak konkurs wywołał duże kontrowersje, a szczególną krytykę wzbudził ze strony środowisk ortodoksyjnych.

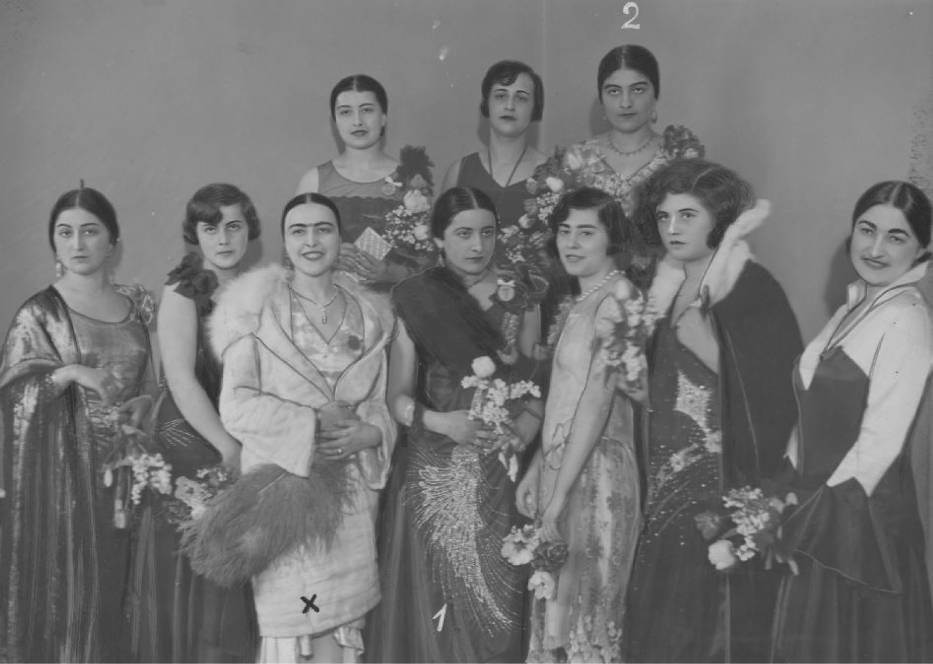
Finalistki Miss Judea; Zofia Ołdak oznaczona znakiem „x”

Konkurs został ogłoszony w lutym 1929. Do redakcji mieszczącej się przy ulicy Nowolipki 7 w Warszawie nadesłano setki fotografii, spośród których dziennikarze wybrali 130 zdjęć, które wraz z krótkimi notkami publikowane były na łamach „Naszego Przeglądu” do połowy marca 1929. Inicjatywa wyraźnie wpłynęła na wzrost sprzedaży czasopisma. W pierwszej rundzie swoje głosy na kandydatki oddało 20 tysięcy czytelników – najwięcej głosów zdobywała Liza Harkawi. Pod koniec marca w hotelu Polonia odbyła się gala, gdzie jury przyznało zwycięski tytuł Zofii Ołdak. Po zwycięstwie laureatka odwiedzała biura warszawskich organizacji żydowskich, uczestniczyła też w spotkaniach z takimi osobami jak Izaak Grünbaum czy Janusz Korczak. Głośnym echem odbiło się jej spotkanie w siedzibie gminy żydowskiej, której prezes zaśpiewał na cześć Zofii Ołdak fragment Pieśni nad pieśniami, co wywołało niezadowolenie działaczy ortodoksyjnej Agudy. Następstwem tego incydentu była bójka na cmentarzu żydowskim podczas pogrzebu jednego z rabinów, gdzie prezes gminy żydowskiej wygłaszał przemówienie.